# Jane Shore (film)
Jane Shore è un film muto del 1915 diretto da Bert Haldane e da F. Martin Thornton.  Si tratta dell'adattamento cinematografico del dramma teatrale  The Tragedy of Jane Shore di Nicholas Rowe, rappresentata nel 1714 e basata sulla vita di Jane Shore, l'amante di  Edoardo IV.
Jane Shore è considerato il primo film britannico storico di grande portata, con migliaia di comparse ed un cast con i grandi nomi del cinema. Il budget, eccezionale per l'epoca, era di 10 000 sterline. Alla produzione parteciparono un totale di 5 748 attori e le scene epiche impegnarono, in un caso, 3 500 persone sul set.

## Trama
Per salvare suo marito, l'orefice Robert Purdie, imprigionato perché favorevole agli York, Jane Shore diventa l'amante del re d'Inghilterra. Sullo sfondo della Guerra delle due rose, si sviluppa l'intreccio romantico della vita di Jane Shore.

## Produzione
Il film fu prodotto dalla Barker Motion Photography e da  Will Barker, che assicurò anche la fotografia.

## Distribuzione
Il film venne distribuito da Walturdaw nel Regno Unito, uscì nelle sale cinematografiche britanniche nel marzo 1915. Negli Stati Uniti, il film venne distribuito con il titolo The Eternal Strife dalla Mutual Film.